# Reverse charge
Reverse charge nebo také česky přenesená daňová povinnost je daňový mechanismus (v oblasti DPH), kdy se povinnost prodávajícího (poskytovatele plnění) přiznat a zaplatit daň na výstupu přesouvá na kupujícího (příjemce plnění). Obvykle má povinnost přiznat a zaplatit daň prodávající (dodavatel), v některých případech určených legislativou má však tuto povinnost kupující (odběratel). Přenesená daňová povinnost se uplatňuje ve dvou rovinách, v zahraničním obchodním styku (uvnitř EU) a v tuzemském obchodním styku.

## Zahraniční reverse charge
Přenesenou daňovou povinnost v zahraničním styku definuje směrnice EU, resp. její novela. V českém právním řádu je směrnice zakotvena v zákoně o DPH. Směrnice ukládá, že se daň z přidané hodnoty u služeb odvádí v tom místě (státě), kde má příjemce služby své sídlo. V případě firmy, která má sídlo v České republice je místem poskytnutí služby její sídlo, tedy Česká republika.
Znamená to, že veškeré služby, které jsou takové firmě poskytovány ze zahraničí fakturuje zahraniční dodavatel (plátce DPH) bez DPH a český subjekt musí sám spočítat, přiznat a zaplatit daň z přidané hodnoty českému finančnímu úřadu. Na dokladu musí být uvedena informace, že se v tomto konkrétním případě postupuje podle pravidel reverse charge. Český subjekt si musí také ověřit, jestli je zahraniční dodavatel skutečně plátcem DPH prostřednictvím systému VIES.
Reverse charge se v zahraničním styku (uvnitř EU) týká poskytování služeb, například autorských práv, průmyslových práv, reklamních služeb nebo nájmu movité věci bez použití dopravního prostředku. Existují však i výjimky, například poskytování služeb souvisejících s kulturou, uměním, vědou a vzděláváním, které zdaňují ve státě, kde daná aktivita skutečně probíhá (například vědecká konference). Jiný režim je také u mezinárodní přepravy či stravovacích služeb.
Mechanismus reverse charge se však uplatňuje pouze mezi plátci DPH. Pokud službu poskytuje zahraniční firma českému neplátci DPH, pak (obvykle) daň z přidané hodnoty odvádí ve své domovské zemi a službu fakturuje se „svým“ DPH (například německým). Analogicky to platí i když naopak službu poskytuje český subjekt (plátce DPH) zahraničnímu neplátci DPH (například německému). Zákony však uvádějí celou řadu výjimek a tento popis není zcela přesný a kompletní.

## Tuzemský reverse charge
Přenesenou daňovou povinnost v tuzemském styku definuje zákon o dani z přidané hodnoty. V některých případech, které definuje zákon a jeho příloha, musí DPH spočítat, přiznat a zaplatit firma (plátce DPH) jako příjemce plnění. Na faktuře, kterou odběratel obdrží, je pak vyčísleno DPH v nulové výši a je tam rovněž uvedena informace o režimu přenesené daňové povinnosti.
Obvykle se tuzemské přenesení daňové povinnosti týká nákupu zlata, pořízení nemovitostí, stavebních a montážních prací, dodávek mobilních telefonů, poskytování telekomunikačních služeb, prodej herních konzolí, tabletů či notebooků.